# فابيان كنيجفيتش
فابيان كنيجفيتش هو لاعب كرة قدم كندي في مركز حراسة المرمى، ولد في 27 أبريل 1987 في لندن في كندا. لعب مع London City Soccer Club ‏.